# Болохняты
Болохняты (Болохнята)— деревня в Смоленской области России, в Сафоновском районе. Население – 1 житель (2007 год) . Расположена в центральной части области в 27 км к северо-востоку от города Сафонова, в 2,5 км севернее автодороги М1 «Беларусь», на берегу реки Гжелка. В 9 км к юго-востоку от деревни железнодорожная станция Алфёрово на линии Москва — Минск. Входит в состав Зимницкого сельского поселения.

## История
В годы Великой Отечественной войны деревня была оккупирована гитлеровскими войсками в сентябре 1941 года, освобождена в 1943 году. .

## Экономика
В прошлом в районе деревни велась разработка известняков для обжига на известь..

## Известные люди
- 10 января 1896 года в деревне родился известный архитектор Лавров Г. Л. [4].